# Ortosia di Fenicia
Ortosia (in greco antico: Ὀρθωσία?, Orthosía), nota come Ortosia di Fenicia, era un'antica città della Fenicia, situata a nord dell'attuale città libanese di Minieh e nei pressi di Artousa, alla foce del Nahr el-Bārid. In epoca cristiana è stata anche sede episcopale come diocesi di Ortosia di Fenicia, mentre attualmente è una sede vescovile titolare.

## Storia
Ortosia fu probabilmente fondata a sud del fiume Eleutero a cavallo tra il IV e il III secolo a.C., su una città preesistente, ma non è chiaro sotto quale regno, dato che la regione fu spesso soggetta a cambiamenti di dominio. Nel 242/241 a.C. la città fu assediata dalle truppe di Tolomeo III durante la terza guerra siriaca, ma liberata da Seleuco II; nel 138 a.C., durante una guerra civile, l'usurpatore seleucide Diodoto Trifone, in fuga dalle forze di Antioco VII, arrivò a Ortosia per mare da Antiochia.
Il nome della città deriva da un epiteto di Artemide e la principale divinità cittadina era Astarte, a cui era dedicato un tempio, e che veniva rappresentata con un piede in un fiume; sono note inoltre anche diverse monete prodotte in questa città dal 99/98 a.C., in era seleucide, in epoca romana e alcune con l'effige di Cleopatra d'Egitto.
Strabone (I sec. a.C.-I sec.) pose la città come confine settentrionale di tutta la Fenicia, mentre Pelusio ne rappresentava quello meridionale.